# 金炳勳
金炳勳（韓語：김병훈，1924年11月24日—2013年8月29日），北韓政治家，曾任職朝鲜作家同盟委員長、黨中央委員會候補委員及最高人民會議代議員。

## 生平
金炳勳出生於平壤市，後於平壤師範大學畢業。1985年，出任朝鮮文學創作社社長一職。翌年，被起用為朝鮮作家同盟的第1副委員長。1990年，當選為最高人民會議代議員。1998年，成功連任。在隨後的一年，他晉升為朝鮮作家同盟的委員長。2003年，第三度當選為代議員。2006年，被委任為朝鮮文化藝術總同盟的委員長。2009年，第4次出任代議員。翌年9月，入選黨中央委員會的候補委員名單。2011年12月，最高領導人金正日離世，金炳勳被選為治葬委員會的成員。2013年8月29日，金炳勳去世，原因不明。

## 資料來源
1. 1 2 3 4 5 6  .   [2014-06-07]. （原始内容存档于2019-07-01）.